# Asura reversa
Asura reversa là một loài bướm đêm thuộc phân họ Arctiinae, họ Erebidae.